# Розенталь-Бонин, Гуго
Гуго Розенталь-Бонин (нем. Hugo Rosenthal-Bonin, 14 октября 1840, Берлин — 7 апреля 1897, Штутгарт) — немецкий романист.
Изучал естественные науки в университетах Берлина и Парижа, много путешествовал по Южной Европе, США, Японии.
Наиболее известны два сборника рассказов Розенталя-Бонина: «Der Heiratsdamm und Anderes» (1876) и «Unterirdisch Feuer» (1879), переведённые на многие языки. Им выпущены также книги «Der Bernsteinsucher» (1880), «Der Diamant-Schleifer» (1881), «Das Gold des Orion» (1882), «Die Tierbändigerin» (1884), «Schwarze Schatten», «Das Haus mit den Zwei Eingängen» (1885), «Die Tochter des Kapitäns» (1888), «Der Student von Salamanca» (1891), «Erzählungen des Schiffarztes» (1892) и др.